# WASP-11b/HAT-P-10b
WASP-11b/HAT-P-10b는 2008년 발견된 외계 행성이다. 이 행성은 지구에서 약 290 광년 떨어진 곳에 있으며, K형 주계열성인 WASP-11의 주위를 공전하고 있다.

## 물리적 특징
WASP-11b/HAT-P-10b의 질량은 목성의 60퍼센트 수준임에 반해, 어머니 항성에 불과 0.0433 천문단위밖에 떨어져 있지 않기 때문에 상층부 대기가 팽창한 상태이므로 반지름은 목성의 97퍼센트 수준이다. 항성으로부터의 거리로 계산한 WASP-11b/HAT-P-10b의 표면 온도는 1,100 켈빈에 이른다.

## 같이 보기
- OGLE-TR-111b

## 참고 문헌
- https://web.archive.org/web/20120307000706/http://www.superwasp.org/wasp_planets.htm
- http://exoplanet.eu/planet.php?p1=WASP-11&p2=b%5B깨진+링크(과거+내용+찾기)%5D